# 日立市立成沢小学校
日立市立成沢小学校（ひたちしりつなるさわしょうがっこう）は、茨城県日立市中成沢町3-16-8にある日立市立小学校。

## 概要
成沢小学校は、1955年4月に油縄子小学校の一部を、1969年4月に諏訪小学校の一部を分離した。将来的には、油縄子小学校との統合が検討されている。

## 沿革

### 年表
開設以前
- 1873年
  - 7月1日 - 水漏舎小学校が創立[6][7]。
  - 12月28日 - 成沢小学校に改称[7]。
- 1877年4月 - 成沢小学校、諏訪小学校が油縄子村小学校に合併[7]。
- 1884年11月29日 - 油縄子小学校に改称[6]。
- 1886年11月25日 - 成沢小学校に改称[6]。

開設後
- 1889年7月1日 - 成沢字表田に開設[6][8]。
- 1892年5月28日 - 鮎川尋常小学校設置許可[6]。
- 1911年6月1日 - 高等科を併置。鮎川尋常高等小学校に改称[6]。
- 1939年4月1日 - 多賀第三尋常高等小学校に改称[6]。
- 1941年4月1日 - 多賀第三国民学校に改称[6]。
- 1942年1月 - 諏訪に分教場が設立[9]
- 1947年5月1日 - 多賀町立成沢小学校に改称[6]。
- 1949年4月1日 - 諏訪分教場が独立し、上諏訪小学校となる[6]（1962年3月31日に油縄子小学校に吸収統合[10]）。
- 1954年11月 - 校歌制定[6]。
- 1955年2月15日 - 多賀町と日立市が合併し、新日立市が誕生。日立市立成沢小学校に改称[6][10]。
- 1959年11月5日 - 校章制定[6]。
- 1974年4月1日 - 情緒障害児学級「なるさわ学級」を設置[11]。
- 2014年度 
  - 小学校教科担任制モデル校（理科）に指定[12]。
  - 理科ボランティア派遣モデル小学校に指定[12]。
- 2015年度 - 授業力ブラッシュアップ研修重点校（算数）に指定[13]。
- 2018年度 - 小学校理科教科担任制における推進地域モデル小学校に指定[14]。
- 2021年度 - 新たな体験活動プログラム調査・研究指定校に指定[15]。
- 2022年4月1日 - 放課後子ども教室を開設[16]。
- 2022年度 - 令和4年度体力づくり奨励賞を受賞[17]。
- 2024年度 - いばらきオンラインスタディplus（理科）動画配信、研究指定校に指定[18]。

## 通学区域
（出典：）
- 日立市鮎川町
  - 5丁目12から16番
  - 6丁目6番6号から9番2号、9番A、10・11番AからC・7号以降
- 日立市中成沢町
  - 1丁目4から17番
  - 2丁目
  - 3丁目
  - 4丁目
- 日立市西成沢町
  - 1丁目
  - 2丁目
  - 3丁目1から10番、12番14号以降
  - 4丁目
- 日立市東成沢町
  - 3丁目1から8番、14番6から11号、15から18番

## 進学先中学校
- 日立市立多賀中学校

## 学区内の主な施設
- 成沢交流センター
- 日立市民運動公園野球場（日立市市民運動公園 野球場）
- 日立地区産業支援センター
- 茨城大学 日立キャンパス
- 日立工業専修学校
- 茨城県立日立産業技術専門学院

## 関係者

### 出身者
- 多賀竜昇司（元関脇）